# Wahlkreis Hoyerswerda II – Bautzen IV
Der Wahlkreis Hoyerswerda II – Bautzen IV war ein Landtagswahlkreis zur Landtagswahl in Sachsen 1990, der ersten Landtagswahl nach der Wiedergründung des Landes Sachsen. Er hatte die Wahlkreisnummer 26.
Durch das Ländereinführungsgesetz war der Kreis Hoyerswerda, der während des Bestehens der DDR zum Bezirk Cottbus gehörte, auf mehrheitlichen Bürgerwunsch hin dem Freistaat Sachsen zugeschlagen worden. Der Wahlkreis umfasste dementsprechend alle Städte und Gemeinden des damaligen Landkreises Hoyerswerda mit Ausnahme der Stadt Hoyerswerda sowie einige Städte und Gemeinden des Landkreises Bautzen: Bärwalde,
Bernsdorf, Bluno, Bröthen, Burg, Burghammer, Dörgenhausen, Dubring, Geierswalde, Groß Särchen, Hermsdorf/Spree, Hoske, Klein Partwitz, Kleinwelka, Knappenrode, Koblenz, Königswartha, Kotten, Laubusch, Lauta, Leippe, Litschen, Lohsa, Luga, Maukendorf, Mönau, Nardt, Neschwitz, Neustadt, Neuwiese, Puschwitz, Radibor, Sabrodt, Saritsch, Schwarzkollm, Seidewinkel, Sollschwitz, Spohla, Spreewitz, Steinitz, Tätzschwitz, Uhyst, Wartha, Weißkollm, Wiednitz, Wittichenau, Zeißholz und Zeißig.
Für die Landtagswahlen 1994 wurde auch infolge der Kreisreform die Wahlkreisstruktur verändert, zudem wurde die Zahl der Wahlkreise von 80 auf 60 verringert. Das Gebiet des Hoyerswerda II – Bautzen IV wurde 1994 bis auf die nach Hoyerswerda eingemeindeten Gemeinden Bröthen und Dörgenhausen Teil des Wahlkreises Westlausitz 2.

## Ergebnisse
Die Landtagswahl 1990 fand am 14. Oktober 1990 statt und hatte folgendes Ergebnis für den Wahlkreis Hoyerswerda II – Bautzen IV:
| Direktkandidat  | Partei (Kürzel) | Erststimmen (%) | Zweitstimmen (%) |
| --------------- | --------------- | --------------- | ---------------- |
|                 | DA              | -               | 00,5             |
| Gerhard Kockert | CDU             | 52,1            | 57,7             |
|                 | Chr. L          | -               | 00,6             |
|                 | DBU             | 00,8            | 00,7             |
|                 | DSU             | 08,8            | 05,3             |
|                 | F.D.P.          | 07,2            | 04,8             |
|                 | LL-PDS          | 08,5            | 08,1             |
|                 | NPD             | -               | 00,6             |
|                 | FORUM           | 07,3            | 04,0             |
|                 | RAP             | -               | 00,3             |
|                 | SHB             | -               | 00,2             |
|                 | SPD             | 15,2            | 17,2             |

Es waren 39.064 Personen wahlberechtigt. Die Wahlbeteiligung lag bei 71,7 %. Von den abgegebenen Stimmen waren 3,3 % ungültig. Als Direktkandidat wurde Gerhard Kockert (CDU) gewählt. Er erreichte 52,1 % aller gültigen Stimmen.